# 白峰
白峰（？—），朝鮮作家。主要作品是記述已故領導人金日成的生平。
其所著的金日成傳有三卷，分別是：《從出生到歸國》（第一卷）、《從民主朝鮮到千里馬騰飛》（第二卷）、《獨立國民經濟十點政治方案》（第三卷）。